# Власенко Іван Дмитрович
Іван Дмитрович Власенко (1887, с. Липці, тепер Харківського р-ну Харківської обл. — 1930) — громадський діяч, урядовець Південних залізниць. Секретар комісії українського відділу ім. Тараса Шевченка громадської бібліотеки Харкова, бухгалтер Окружного кооперативного об'єднання інвалідів (1920-ті).
Учасник Першого куреня, створеного М. Міхновським (Харків, поч. ХХ ст.). Спілкувався українською, читав українську газету «Рада». У 1920-х засуджений у справі «Української Мужичої Партії». 10 березня 1928 р. заарештований за звинуваченням за статтею 54-11 УК УССР («участь у контрреволюційній організації»). Особливою нарадою при колегії ОДПУ висланий до В'ятської губернії на 3 роки, де й загинув. Реабілітований 17 жовтня 1989 року.